# Stazione di Orzivecchi
La stazione di Orzivecchi era posta lungo la linea Cremona-Iseo della Società Nazionale Ferrovie e Tramvie attivata per tratte a partire dal 1914 e soppressa nel 1956, a servizio dell'omonimo comune.

## Storia
La stazione fu attivata nel 1932, al completamento della ferrovia Cremona-Soresina, la quale fu a sua volta prolungata fino a Iseo nello stesso anno.
L'impianto era gestito dalla Società Nazionale Ferrovie e Tramvie (SNFT).
In conseguenza al clima politico del secondo dopoguerra, sfavorevole agli investimenti nel trasporto ferroviario, per poter accedere ai finanziamenti statali la società esercente si vide costretta a sopprimere la linea.